# أوبيني إن ارتواز
أوبيني إن ارتواز (بالفرنسية: Aubigny-en-Artois) هي بلدية تقع في إقليم باد كاليه من منطقة نور با دو كاليه في شمال فرنسا. تبلغ مساحة هذه المدينة 6.27 (كم²)، وترتفع عن سطح البحر م، يبلغ عدد سكانها 1358 نسمة حسب إحصاء المعهد الوطني للإحصاء والدراسات الاقتصادية سنة 2009 م. وترأس Jean-Michel Desailly البلدية خلال فترة (2008-2014).